# فيلي آدامز (لاعب كرة قاعدة أمريكي)
فيلي آدامز (بالإنجليزية: Willie Adams)‏ هو لاعب كرة قاعدة أمريكي، ولد في 27 سبتمبر 1890 في كليرفيلد في الولايات المتحدة، وتوفي في 18 يونيو 1937 في ألباني في الولايات المتحدة.

## وصلات خارجية
- جيمس آدامز على موقع دوري كرة القاعدة الرئيسي (الإنجليزية)
- جيمس آدامز على موقعبيزبول رفرنس.كوم (الدوري الرئيسي) (الإنجليزية)
- جيمس آدامز على موقعبيزبول رفرنس.كوم (الدوري الثانوي) (الإنجليزية)
- جيمس آدامز على موقع مشجعي الرسوم البيانية (الإنجليزية)